# Hellfire Club
Hellfire Club — студийный альбом группы Edguy, вышедший в 2004 году. Альбом примечателен тем, что в его записи принимал участие Deutsches Filmorchester Babelsberg.

## Список композиций
1. Mysteria
2. The Piper Never Dies
3. We Don’t Need A Hero
4. Down To The Devil
5. King Of Fools
6. Forever
7. Under The Moon
8. Lavatory Love Machine
9. Rise Of The Morning Glory
10. Lucifer In Love
11. Navigator
12. The Spirit Will Remain
13. Children of steel (Bonus track)
14. Mysteria (feat. Mille Petrozza) (Bonus track)

## Участники записи
- Tobias Sammet — вокал, клавишные
- Jens Ludwig — гитара
- Dirk Sauer — гитара
- Tobias Exxel — бас
- Felix Bohnke — ударные

### Приглашённые музыканты
- Michael Rodenberg — клавишные
- Amanda Somerville — бэк-вокал
- Oliver Hartmann — бэк-вокал
- Ralf Zdiarstek — бэк-вокал
- Thomas Rettke — бэк-вокал
- Daniel Schmitt — бэк-вокал
- Mille Petrozza — бэк-вокал